# Giang (họ)
Giang là một họ của người châu Á. Họ này có mặt ở Việt Nam, Triều Tiên (hangul: 강; Romaja quốc ngữ: Gang) và Trung Quốc (chữ Hán: 江, Bính âm: Jiang). Trong danh sách Bách gia tính họ này đứng thứ 125.

## Người Việt Nam họ Giang có danh tiếng
- Giang Cự Vọng là danh thần hai triều Đinh - Tiền Lê, Ông là người đã thảo bức Quốc thư theo lệnh của Lê Hoàn lấy danh nghĩa Vệ vương Đinh Toàn gửi vua Tống về việc nối ngôi nhà Đinh, nhưng vua Tống bác bỏ. Nhưng Lê Hoàn vẫn nghiễm nhiên trị nước, sẵn sàng đương đầu với nhà Tống.
- Giang Văn Minh (1573-1638), quan nhà Hậu Lê, được cử đi sứ sang Trung Quốc, do đối đáp thẳng thắn đã bị vua Minh Tư Tông hại chết. Quê nay thuộc xã Đường Lâm, thị xã Sơn Tây
- Giang Hồng Ngọc (1989), ca sĩ
- Giang Quốc Cơ (1984), nghệ sĩ xiếc
- Giang Quốc Nghiệp (1989), nghệ sĩ xiếc
- Giang Trần Quách Tân (1992), cầu thủ bóng đá

## Người Trung Quốc họ Giang có danh tiếng
- Giang Thanh (1914-1991), nhà chính trị Trung Quốc, vợ thứ ba của Mao Trạch Đông.
- Giang Hoa, chánh án Tòa án Nhân dân Tối cao Trung Quốc
- Giang Trạch Dân, chủ tịch Trung Quốc, tổng bí thư Đảng Cộng sản Trung Quốc
- Giang Hoa, diễn viên Hồng Kông
- Giang Sơ Ảnh, nữ diễn viên Trung Quốc